# 比格峰
69°37′S 71°36′W / 69.617°S 71.600°W
比格峰（英語：Beagle Peak）是南極洲的山峰，位於亞歷山大一世島，屬於拉蘇斯山脈的一部分，海拔高度約700米，以美國海軍少校命名，現時受南極條約體系管理。